# Pendulum (canción de Katy Perry)
"Pendulum" es una canción de la cantante estadounidense Katy Perry, incluida en su álbum "Witness" lanzado en junio de 2017. "Pendulum" se refiere a otras canciones de Katy Perry del álbum, incluyendo "Swish Swish", donde Katy dice "karma no es un mentirosa, deja recibos ", en "Pendulum" Katy también habla de los" recibos "obtenidos de la vida. La canción ve la colaboración de un coro majestuoso, formado por Jason Woods, Brandon Winbush, Yvonne Williams, Will Wheaton, Oren Waters, Carmen Twillie, Toni Scruggs, Aretha Scruggs, Louis B. Price, Jamie McCrary, David Loucks, Briana Lee, Clydene Jackson, Jim Gilstrap, Edie Lehmann Boddicker, Anthony Evans, Luke Edgemon, Carmel Echols, Monique Donnelly, Carmen Carter, Charlean Carmon, Denise Carite, Alexandra Brown y Nelson Beato. Esta es la primera canción gospel de Katy Perry, aunque ella misma ha estado estudiando música cristiana y gospel cuando era joven.

## Revisión crítica
Según RNB Junk, "Pendulum" se caracteriza por una base EDM muy rítmica, caracterizada por la percusión y los rodillos que mueven el conjunto. El bello texto es un himno para nunca rendirse, recoger los disparos y avanzar con fuerza y determinación. El problema radica en el estribillo que no es incisivo o mínimamente interesante, a diferencia de las estrofas (especialmente la segunda, que presenta un bello coro de gospel que enriquece la canción por lo que es muy agradable). Sin duda, la belleza de la canción está en el coro gospel que lo levanta del plato en el que podría caer. A pesar del estribillo anónimo, promovida.

## Actuaciones en vivo
Katy ha incluido la canción en el Witness: The Tour desde el 3 de mayo de 2018, fecha en que actuó en Ciudad de México. El espectáculo se abre con un video que muestra la cantante cuando era joven, mientras se refiere al hecho de que pagó sus deudas por la vida. Luego, se abre la pantalla, y Katy, con un vestido de color del arco iris, aparece suspendida sobre un péndulo, que la lleva hacia una mano gigantesca. Después, el péndulo desciende y Katy se posiciona sobre la mano gigante, exhibendo  "Firework" y terminando el concierto. Durante la presentación, se cortó el segundo verso.